# ミケーレ・ラマロ
ミケーレ・ラマロ（Michele Lamaro、1998年6月3日 - ）は、ユナイテッド・ラグビー・チャンピオンシップ、ベネットン・ラグビーに所属するラグビーユニオン選手。

## プロフィール
- イタリア・ローマ出身。
- ポジションはフランカー(FL)。
- 身長 188cm、体重 193kg
- U20イタリア代表に選ばれたことがある[1]。
- イタリア代表キャップは11（2022年2月現在）。

## 略歴
U.S.プリマヴェーラ、S.S.ラツィオ・ラグビー1927、ペトラルカを経て、2018年、ベネットンに加入。 
2021年、イタリア代表の主将に就任。